# Haus Kambach

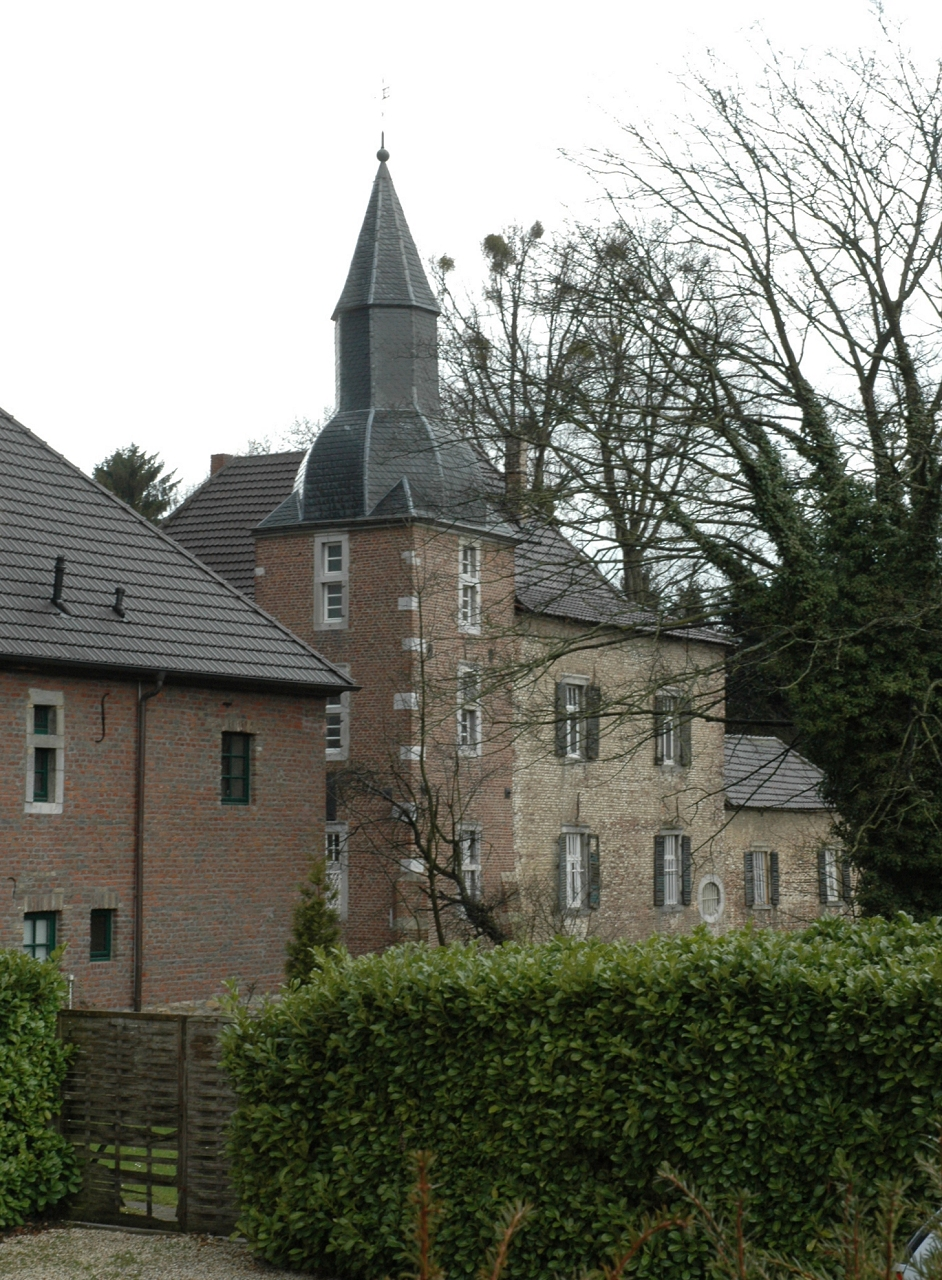
Haus Kambach 2006, Blick von Osten

Das Haus Kambach ist ein schlichtes, barockes Wasserschloss im Eschweiler Stadtteil Kinzweiler. Es wurde als erstes Bauwerk im Stadtgebiet 1982 unter Denkmalschutz gestellt und wird seit 1992 als Restaurant, Bistro und Golfheim für die benachbarte Golfanlage zwischen Kinzweiler und St. Jöris genutzt.
Seinen Namen erhielt die Anlage vom Kambach (noch bis in das 19. Jahrhundert Combach genannt), der aus zwei Quellen im nahe gelegenen Kambachwäldchen entspringt und der den die Kernburg umgebenden Wassergraben speist.

## Beschreibung

### Vorburg

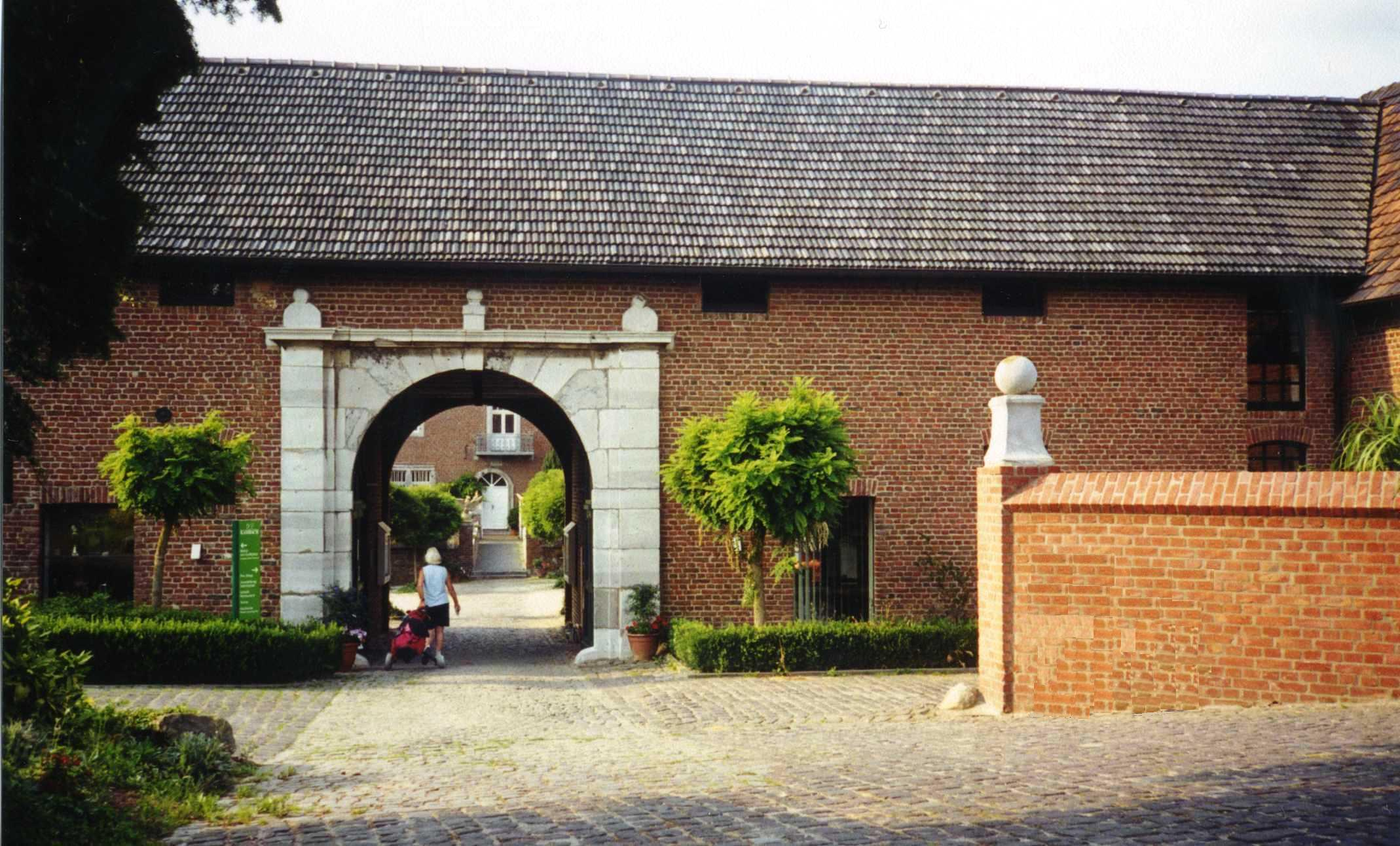
Vorburg mit Blick auf das Haupthaus durch das Tor

Die dreiflügelige Vorburg der Anlage besteht mehrheitlich aus Backstein und ist auf der dem Herrenhaus zugewandten Seite offen. Ihre Hauptsubstanz datiert in das 19. Jahrhundert, wie Maueranker mit der Jahreszahl 1848 bezeugen. Lediglich der Ostflügel weist ältere Teile aus dem 18. Jahrhundert auf. Bis 1990/91 wurde die Vorburg noch landwirtschaftlich genutzt.
Das Rundbogenportal aus Blaustein im Südflügel des ehemaligen Wirtschaftsgebäudes wird von Historikern auf das 17. Jahrhundert datiert und stand früher an der Ostseite der Anlage, weil bis zu Beginn des 18. Jahrhunderts der Zugang zur Anlage von dort über die Kambachstraße erfolgte. Es trägt gemeinsam mit der Jahreszahl 1701 das Allianzwappen der Familien von Cotzhausen sowie der von Gangelt und dokumentiert auf diese Weise die Bauherren und das Jahr umfassender Erweiterungs- und Umbaumaßnahmen.

### Hauptgebäude

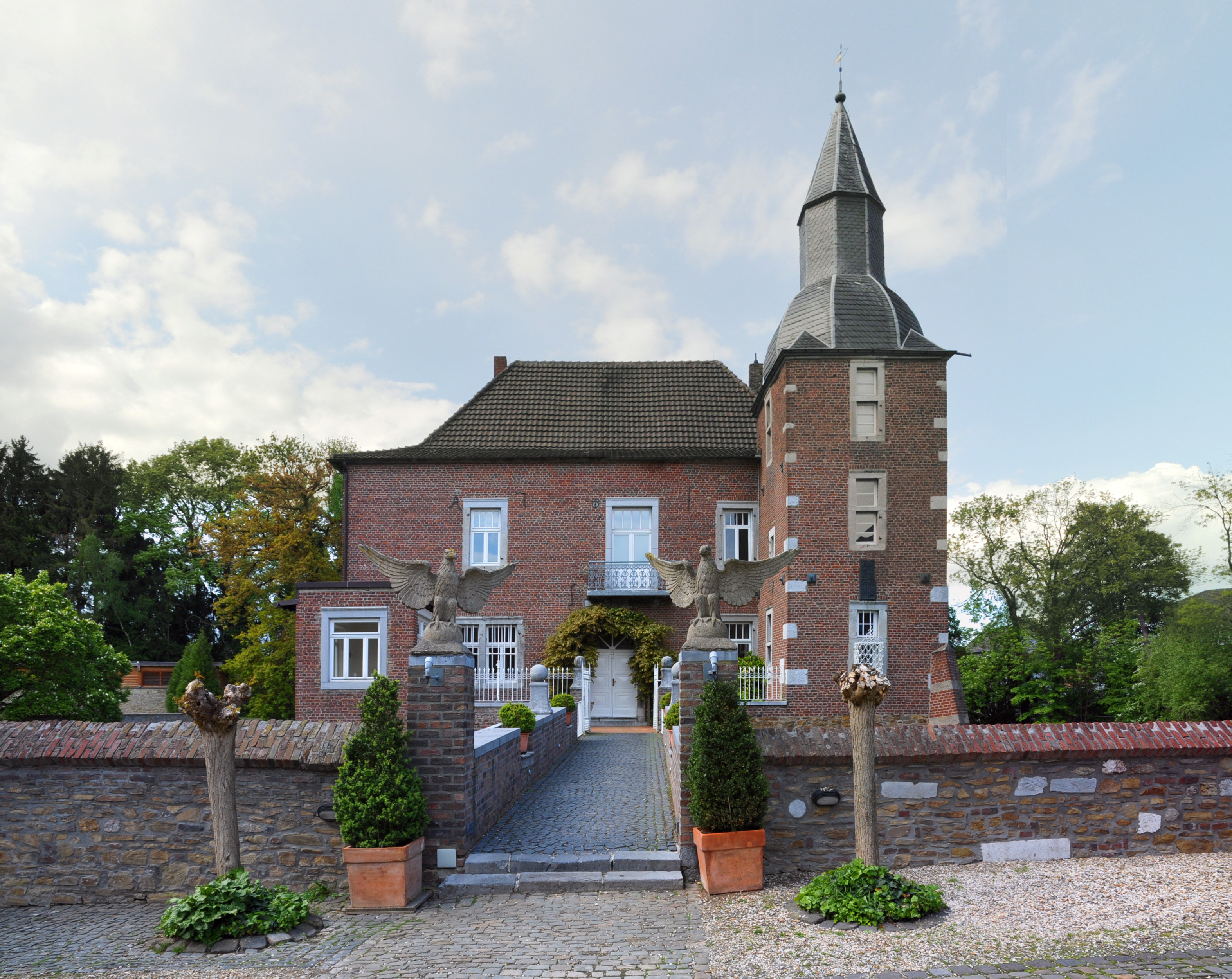
Hauptgebäude, Südseite

Das Hauptgebäude steht auf einer Insel, die von einer breiten Gräfte umgeben ist. Den Zugang gewährleistet eine vierjochige Bogenbrücke aus Backstein, die auf ihrer südlichen Seite von zwei Pfeilern mit aufgesetzten Adlerfiguren aus Blaustein flankiert wird. In früherer Zeit besaß sie lediglich drei Bogenelemente. Das letzte Stück zum Herrenhaus konnte nur mittels einer hölzernen Zugbrücke überquert werden.
Den Kern des Herrenhauses – wie die Vorburg aus Backstein erbaut – bildet ein rechteckiger Baukörper mit einem Fundament aus Bruchstein. Seine zwei Geschosse werden von einem hohen Walmdach bedeckt. Auf seiner Nordseite schließen sich im Osten und Westen zwei eingeschossige Gebäudeflügel aus dem 19. Jahrhundert mit abgewalmten Dächern an. Diese sind durch eine kleine Mauer im Norden miteinander verbunden und bilden auf diese Weise gemeinsam mit dem Mitteltrakt einen kleinen Innenhof.
An der Südost-Ecke schließt sich ein dreigeschossiger Turm auf quadratischem Umriss an. Er besitzt blausteingefasste Querstockfenster und helle Eckquaderungen. Den Dachabschluss bildet eine schiefergedeckte, achtseitige Haube mit geschlossener Laterne und Wetterfahne.
Im Inneren des Herrenhauses befindet sich in dessen Parterre ein zentraler Flur, von dem zwei repräsentative Säle mit dekorativen Stuckdecken sowie ein Küchen- und Wohntrakt abgehen. Das Erdgeschoss des quadratischen Turms wird von einem einzigen Zimmer mit Kreuzgewölbe eingenommen.

### Gartenanlage
Von dem einstigen Barockgarten des Hauses ist heute nichts mehr erhalten. Nur noch ein kleiner, von einer niedrigen Mauer umgebener Park auf der Westseite zeugt von seiner einstigen Existenz.
In ihm stehen zwei Barockvasen, deren Motive der Perseussage entnommen sind. Der Aachener Architekt Johann Joseph Couven (1701–1763) gilt als Schöpfer dieser nach ihm benannten „Kambacher Couvenvasen“ ebenso wie des steinernen Früchtekorbes.

## Geschichte
Die genauen Anfänge von Haus Kambach liegen im Dunkel der Geschichte, da über diese Zeit keine schriftlichen Quellen existieren. Ähnliche Beispiele in der Region Eschweiler lassen jedoch auf eine mittelalterliche Gründung schließen, die sich aus einer einfachen Hofstelle entwickelt hatte. 1463 wurde Haus Kambach erstmals urkundlich erwähnt. Zu jener Zeit war ein Jakob Adam von Broich (Jakob Daem von dem Broeke) Besitzer, der Kambach als Lehen der mächtigen Kölner Dompropstei erhalten hatte. Dieses Lehnsverhältnis bestand bis zu Beginn des 19. Jahrhunderts fort und wurde erst in napoléonischer Zeit durch die neuen, von den Franzosen eingeführten Herrschafts- und Verwaltungsstrukturen beendet. Der Gewölbekeller und der Bruchsteinsockel des Herrenhauses, das seit jeher von einem Wassergraben umgeben war, stammen vermutlich aus der spätgotischen Gründungszeit.

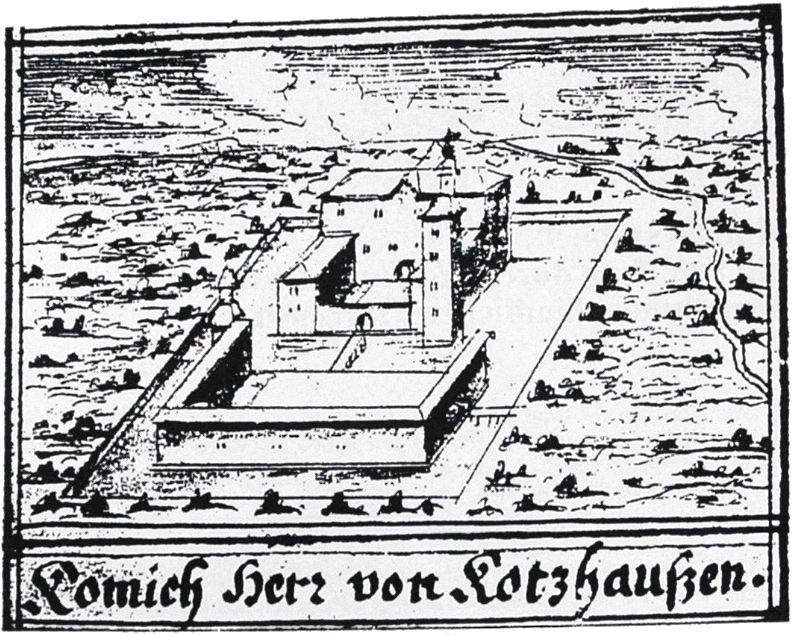
Abbildung des Hauses Kambach aus dem Codex Welser. Es zeigt skizzenhaft den Baubestand vor dem Umbau von 1701.

Cäcilia von Broich brachte Haus Kambach in zweiter Ehe an ihren Mann Adolf Rummel von Hetzingen zu Mühlenarck, dessen Familie auch schon Besitzerin der Eschweiler Burg war. Ihr Sohn Adam hinterließ bei seinem Tod drei noch unmündige Kinder, zu deren Vormund 1563 Gerhard von Palant durch die Aldenhovener Mannkammer ernannt wurde. 
Barbara von Hetzingen, eines dieser drei Kinder, heiratete 1564 Johann Philipp von der Lipp und brachte Haus Palant mit in die Ehe. Nach einer Erbteilung im Jahr 1575 kam es an Emmerich von Hetzingen, dessen Erbtochter Alexandrina es durch Heirat mit Adolf von Elmpt zu Burgau an diese Freiherren brachte. Ihr ältester Sohn Johann Heinrich war Kurfürstlicher Kammerherr zu Kleve sowie Kommandant von Düren und fiel 1657 bei der Belagerung von Münster im Heer des Fürstbischofs Christoph Bernhard von Galen, sodass sein jüngerer Bruder Daniel Alleinerbe des Besitzes wurde.
Da Daniel von Hetzingen ohne männliche Nachkommen verstarb, verkaufte seine Witwe Anna Maria Katharina Haus Kambach im August 1686 für 7.000 Reichstaler an Simon Matthias Gilles, dessen Familie es 1699 aus noch unbekannten Gründen an den Kinzweiler Schultheißen und Schöffengerichtsvorsitzenden Johann Bernhard von Cotzhausen veräußerte. Gemeinsam mit seiner Ehefrau Anna Maria von Gangelt ließ Johann Bernhard das alte Herrenhaus bis 1701 zu großen Teilen abreißen und dann gemäß dem gültigen Zeitgeschmack unter Einbezug der noch bestehenden Grundmauern und des Kellergeschosses großzügig erweitern und ausbauen. Nach Abschluss der Arbeiten besaß das Hauptgebäude ein Steildach, das mit markanten Firstzacken abgeschlossen wurde, und eine mit weißem Kalk geschlämmte Fassade. Westlich des Hauses wurde in gleicher Zeit ein kleiner Barockgarten angelegt. Die Umbauarbeiten erstreckten sich auch auf die Vorburg, die bis zu jener Zeit ebenfalls vollständig von Wassergräben umgeben war. Die südliche Gräfte wurde verfüllt, und das Portal von der Ost- auf die Südseite verlegt, um einen geradlinigen, zentralen Zugang zur Anlage zu schaffen.

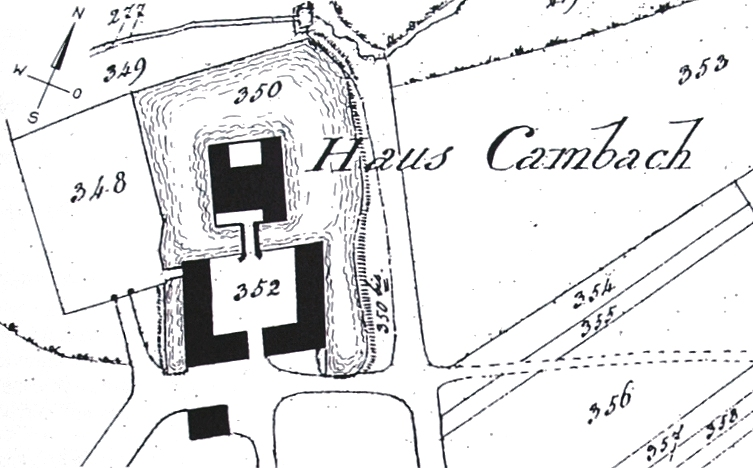
Grundrissplan des Hauses Kambach auf einem alten Ortsplan von etwa 1820

Heinrich Wilhelm Ludwig von Cotzhausen, ein Nachfahr des Johann Bernhard, wurde 1811 von Kaiser Napoleon I. zum Baron erhoben. 1828 erhielt er eine preußische Anerkennung des Freiherrenstandes. Nach seinem Tod zog seine Witwe Catharina Magdalena Josephine Hubertine Freiin von Broich zu Dürwiss gemeinsam mit den acht Kindern nach Duisburg und gab Haus Kambach als Wohnsitz auf. Aus finanziellen Gründen war sie dazu gezwungen, die Anlage 1842/45 an die Familie Rey aus Glesch bei Bergheim zu veräußern. Diese ließ im Jahr 1848 die Vorburg grundlegend erneuern und erweitern. Um den dafür nötigen Platz zu schaffen, wurden der östliche und westliche Wassergraben verfüllt. Der Ostflügel erhielt im Anschluss daran einen verlängernden Anbau, auf der Westseite wurde eine neue Scheune errichtet. Das Herrenhaus erhielt unter der Familie Rey seine beiden Nordflügel sowie einen Küchentrakt und eine Personalwohnung.
Während des Zweiten Weltkriegs bezog ein deutscher Stab Quartier im Haus Kambach und richtete dort seine Befehlszentrale ein. Als Folge dessen wurde die Anlage von alliierten Einheiten stark unter Beschuss genommen. Obwohl die auffällige, weiße Fassade des Hauses zu Tarnzwecken grau eingefärbt und sogar teilweise gänzlich entfernt worden war, beschädigten ein direkter Bombentreffer sowie zwölf Granateinschläge das Gebäude schwer. Sein Hauptdach sowie das vierte Joch der Bogenbrücke waren zerstört, zwei historisch wertvolle Stuckdecken mit Blumen- und Puttenmotiven stark beschädigt und die Jugendstilverglasung des Herrenhauses unwiederbringlich verloren. Als Folgeschäden kamen Wassereinbruch und Holzwurmbefall hinzu. Auch die beiden Adlerstatuen der Brücke wurden im Zuge der Kämpfe zertrümmert. Durch die Bombendetonation war der Turm des Hauses derart instabil geworden, dass er 1949 mit zwei Betonpfeilern gestützt werden musste, um seinen Einsturz zu verhindern. 1982 folgte eine grundlegende Sanierung seines Daches und seiner Fassade. Bereits 1958 waren die Portalpfeiler der Brücke mit Kopien der Adlerstatuen aus Gussbeton bestückt worden. 1967 erfolgte eine erste Restaurierung der Stuckdecken.